# メッケスハイム
メッケスハイム (ドイツ語: Meckesheim) は、ドイツ連邦共和国バーデン＝ヴュルテンベルク州（北部バーデン地方）ライン＝ネッカー郡に属す町村（以下、本項では便宜上「町」と記述する）。

## 地理
メッケスハイムは、ライン＝ネッカー大都市圏の一角をなす。この町はハイデルベルクの南東約20km、クライヒガウ地方のエルゼンツ川沿いに位置する。エルゼンツ川には、ロプバッハ川、シュヴァルツバッハ川、ロールベヒレ川が流れ込む。町域は標高135mから258mに位置する。
境を接する市町村は、北から時計回りに、マウアー、ヴィーゼンバッハ、ロプバッハ、シュペヒバッハ、エッシェルブロン、ツーツェンハウゼン、ディールハイム、ヴィースロッホである。
首邑のメッケスハイム地区の他、メンヒツェル地区がこの町に属す。西部の小集落メッケスハイマーホーフは、1964年の耕地整理によって成立した。

## 歴史
メッケスハイムは、772年および822年のロルシュ文書中に Meckinesheimとして初めて記録されており、おそらくフランク人入植地であると考えられている。名前は部族名の Mekinに由来する。集落の東部に位置するマルティンス教会の遺構は、この地域で最も古い教区教会で、おそらく6世紀あるいは7世紀のフランク人入植地時代のものである。この村は、1325年に帝国レーエンとしてヴァインスベルク家の所領となり、1330年にプファルツ選帝侯領となった。1295年からこの村にメッケスハイマー・ツェントの法廷が置かれたことが証明されている。しかし、プファルツ選帝侯はこの裁判所を、早くも1346年にはネッカーゲミュントへ移している。
三十年戦争では、この村は何度も戦場となった。戦争の終わりには100軒以上の家屋が瓦礫と化した。1689年8月10日には、Ezéchiel de Mélacの軍によって焼き討ちされた。1722年の大火では92棟の建物が再び灰燼に帰した。
1803年にこの村はバーデン大公領に移され、そこではまずネッカーゲミュント管区に置かれた。1857年にこの管区は廃止され、ベツィルクスアムト・エーバーバッハに編入され、1863年にオーバーアムト・ハイデルベルクの管理下に入った。
政治的には、第一次世界大戦前には国家主義的自由主義が勢力を持ったが、ヴァイマル共和政初期までに社会主義者に凌駕された。1930年からNSDAPが第1党となり、1933年には70%の票を獲得した。第二次世界大戦後、この町は500人の難民を受け容れた。
1938年からメッケスハイムはハイデルベルク郡に所属し、1973年にライン＝ネッカー郡に改組された。1973年12月31日にメンヒツェルが合併した。
| · | 現在、技術上の問題で一時的にグラフが表示されなくなっています。 |

### 宗教
メッケスハイムのカトリック信者の比率は、プファルツ選帝侯領の中でも少ない方であったが、1925年までの間にゆっくりと増加してゆき、23%ほどになった。第二次世界大戦後の難民受け容れでこの比率は、約1/3にまで増加した。
1700年頃から、メッケスハイムにユダヤ人が定住し始めた。1875年にはユダヤ人の比率はピークの5%となった。その後移住が始まった。1940年には5人のユダヤ人がGursの収容所に送られた。

## 行政

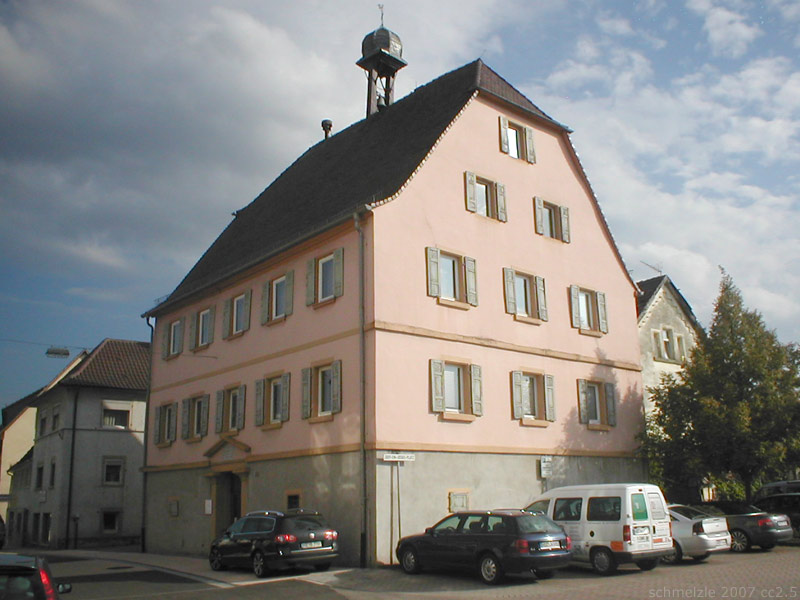
メッケスハイムの町役場

### 議会
メッケスハイムの議会は、5年ごとの直接選挙で選出される18人の議員からなる。これに首長が、議長として加わる。メンヒツェル地区には、地区議会が存在する。

### 紋章
図柄: 基部から上部に尾を引く三角図形で左右に分割。三角図形の中には青い波帯とそこから上部半分だけがせり上がった6本スポークの黒い水車の輪。向かって左は黒地に左向き（向かって右向き）の黄金の獅子。向かって右は青と銀の斜め格子模様。
この紋章は、18世紀に作成され、1900年に認可されている。獅子と青-銀の斜め格子は、1802年までメッケスハイムを支配したプファルツ選帝侯の紋章に由来する。河からせり上がる水車は、メッケスハイム町内に数多くあった水車を示している。現在では、ロプバッハ川とエルゼンツ川に2基の古い水車が保存されている。
旗は、青-白-青である。

### 友好都市
- ジュイ・アン・ジョザス（フランス、ヴェルサイユ近郊）1971年

## 文化と見所

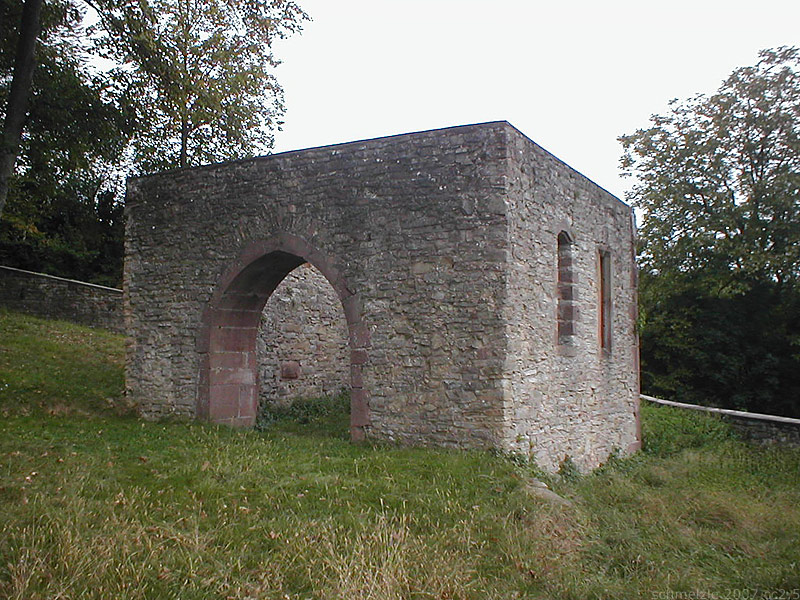
マルティン教会の遺構

- 集落の東部にその遺跡のみが遺る聖マルティン教会は、おそらく6世紀または7世紀のフランク人入植時代に、ローマ時代の遺跡の上に建てられたものである。教会西側の、アーチ状の入り口と1501年の日付が遺る窓枠がある正方形の石壁に囲まれた内陣が遺されている。その後、16世紀の宗教改革の時代に、集落内にあったマリア教会が教区教会となった。マルティン教会周辺の墓地は1817年まで墓所として使われていた。1900年に教会の壁から、ローマ時代のレリーフが発見された。1960年に教会の遺構が、1997年には教会を囲む壁が保護文化財の対象となった。
- プロテスタント教会は、1847年から1849年に、旧マリア教会（後にはガルス教会とも称した）のあった場所に建設された。
- カトリックの、パドヴァの聖アントニウス教会は1904年に建設されたネオロマネスク建築である。1960年代に、これよりも大きなカトリック教会が建設された後、この建物は、現在のヴィルヘルム＝バーデン＝ハウスの名で、社交場として用いられた。
- カトリックの聖マルティン・イン・デア・アウ教会は、それまでのカトリック教会が手狭になったため、1962年に建設が開始された。この教会は祭壇に向かって狭くなって行く台形の平面と、高さ23mの円筒形の鐘塔をもつ建物である。元々、この塔はもっと高くなる計画であったのだが、エルゼンツ川沿いの緩い地盤のために現在の高さに切りつめられた。
- 新使徒教会は、1958年建造の近代的な機能建築である。

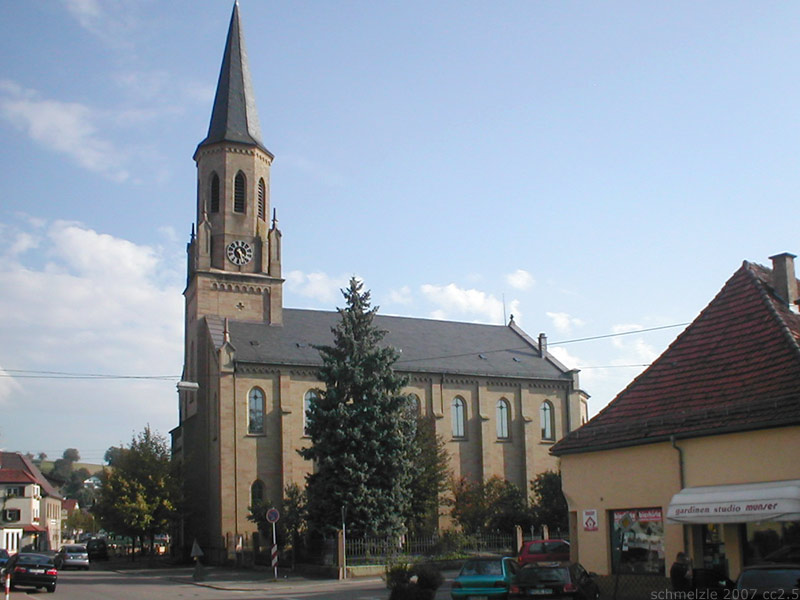
プロテスタント教会
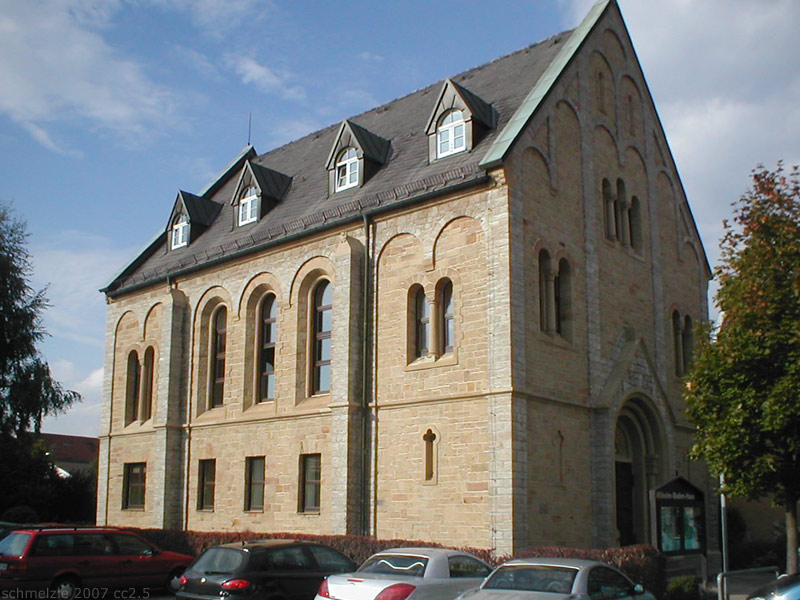
ヴィルヘルム＝バーデン＝ハウス
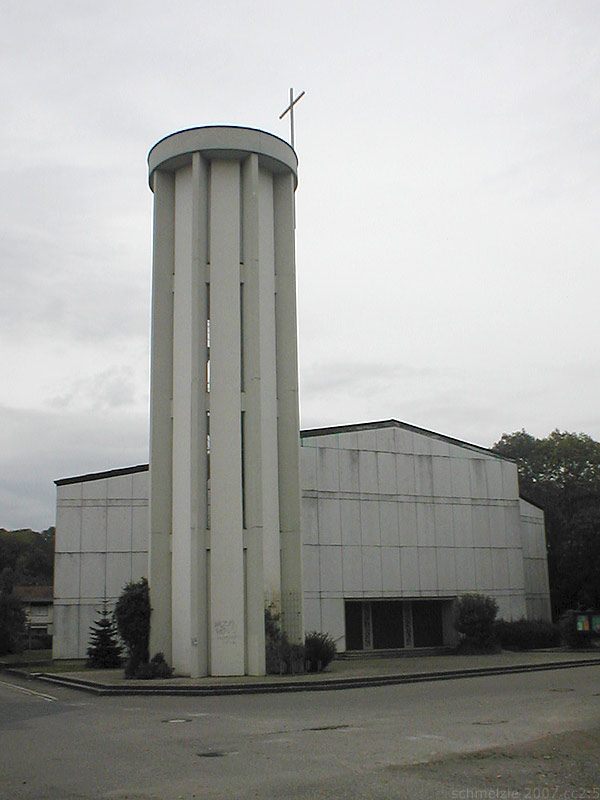
カトリックの聖マルティン教会

- 町役場は、1722年の大火でそれまでの町役場が焼失した跡地に1729年に建てられた建築である。1731年に古典主義様式のファサードが設けられた。
- 町の学校は、1722年の大火の後に設けられ、1824年に新しい建物が建てられて、1850年および1904年に大規模な拡張がなされ、現在の建物になった。
- 砂岩の前柱が特徴的なヴァハトハウス（監視所）は、1818年に建設され、町の刑務所として用いられた。
- エルゼンツ川沿いの発電所は、1719年建造の水車を起源とする。この水車は、一時的に工業用に使用された後、1908年にユーゲントシュティール様式の発電所に取り込まれた。
- 町の真ん中に建つ選帝侯カール・テオドールの記念碑は1782年に建立された。

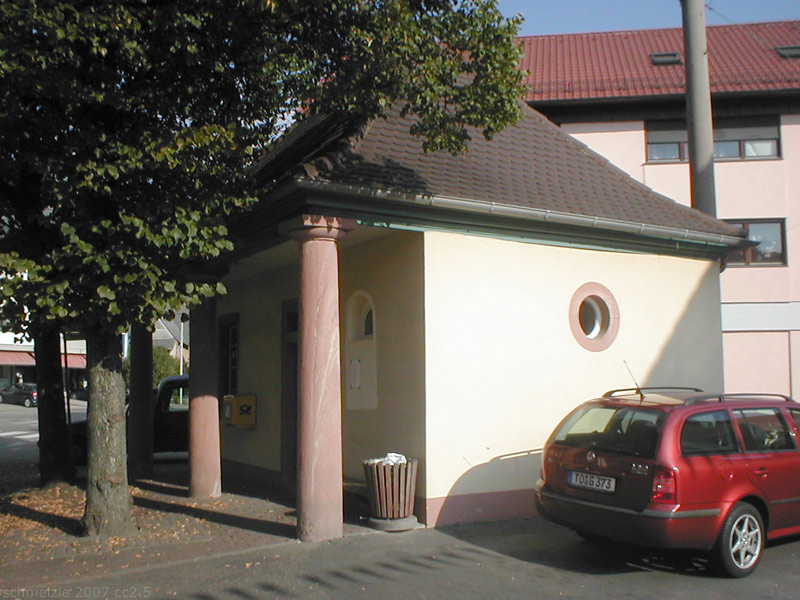
ヴァハトハウス
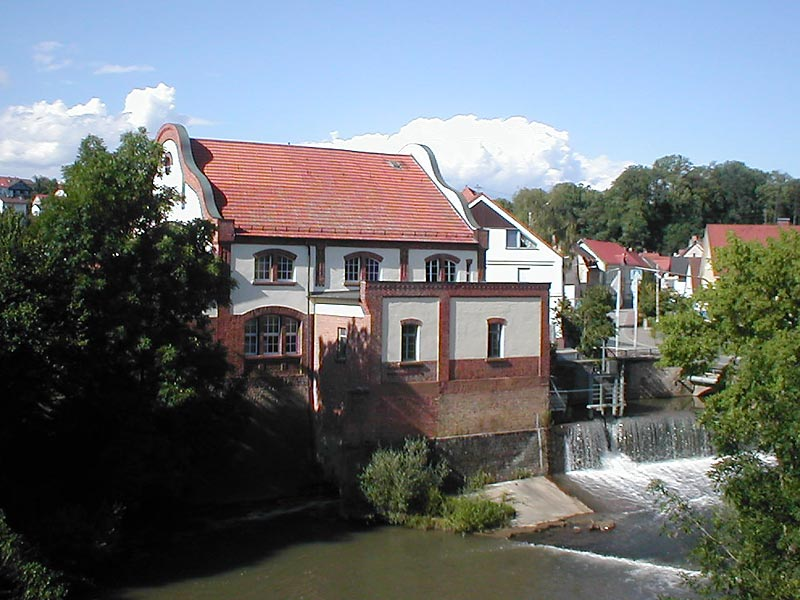
発電所

## 経済と社会資本

### 交通
メッケスハイム駅は、エルゼンツタール鉄道（ハイデルベルク – ジンスハイム）の駅である。この駅からは、アグラスターハウゼンへ向かうシュヴァルツバッハタール鉄道が分岐している。両路線は、2009年までに電化され、ラインネッカー-Sバーン網に組み込まれる予定である。これによりハイデルベルクやマンハイムに乗り換えなしでアクセスできるようになる。メッケスハイムはライン＝ネッカー交通連盟のサービス提供地区に含まれる。
支線のヴィースロッホ – メッケスハイム/ヴァルトアンゲルロッホ線も歴史的に注目すべき路線である。この路線はメッケスハイムからシャットハウゼン、バイアータール、ホレンベルク、ディールハイム、アルトヴィースロッホ、ヴィースロッホ・シュタットを経由して、ヴィースロッホ＝ヴァルドルフ駅までを結んでいた。この路線は1901年に開通したが、1922年にはすでにシャットハウゼン – メッケスハイム間が廃止された。こうした鉄道の乗り換え点にあたる機能により、メッケスハイムは第二次世界大戦間からすでに、農業から工業立地の入植地に転換していった。
メッケスハイムは連邦道B45号線沿いに位置する。通過交通量の増大に伴う1961年から1962年の拡張工事で、この町を通り抜けるバイパス道路が完成した。南側をアウトバーンA6号線が走っている。

## 人物

### 出身者
- ヨハン・アダム・ミュラー（1770年 – 1832年）「農民予言者」として知られる予言者
- カール・ビューラー（1879年 – 1963年）心理学者

## 引用
1. ↑  Statistisches Landesamt Baden-Württemberg – Bevölkerung nach Nationalität und Geschlecht am 31. Dezember 2023 (CSV-Datei)